# Hemmentaler Dorfbrand

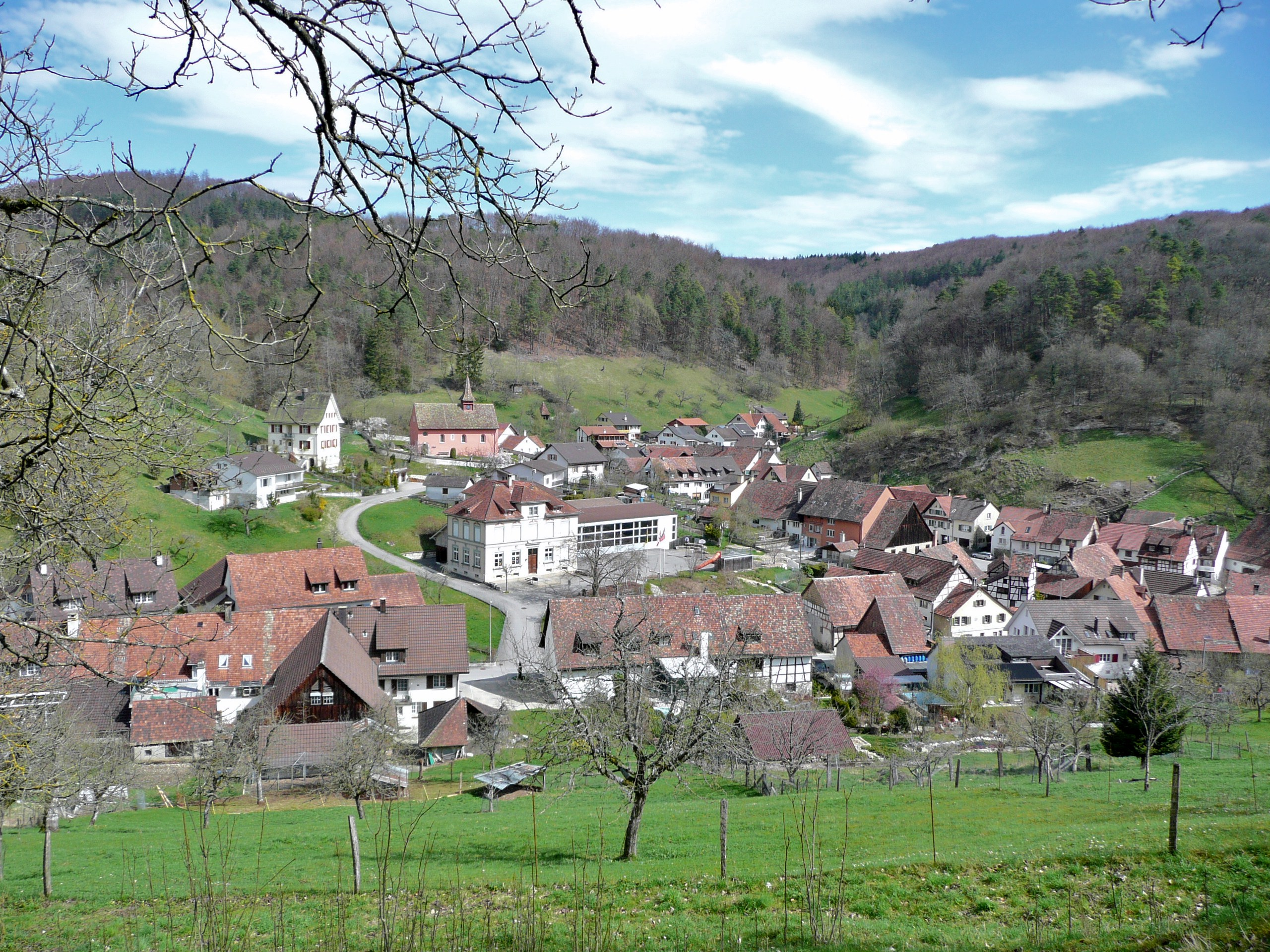
Blick auf Hemmental (2008)

Der Hemmentaler Dorfbrand am 17. September 1909 im kleinen Randendorf Hemmental zählt zu den grössten Brandkatastrophen des 20. Jahrhunderts im Kanton Schaffhausen. 9 Gebäude im Dorfkern wurden zerstört. 10 Familien mit 51 Personen verloren ihr Zuhause. 

## Verlauf
Um etwa 15 Uhr geriet der Mettlerhof aus ungeklärten Gründen in Brand. Die meisten Männer waren um diese Zeit auf den Feldern und in den Fabriken von Schaffhausen an der Arbeit. Ausserdem besuchten einige einen militärischen Wiederholungskurs in Winterthur. Bis zum Eintreffen der Feuerwehren von Schaffhausen und Beringen, welche um Hilfe angefragt wurden, waren die Frauen und die wenigen noch vorhandenen Feuerwehrleute aus Hemmental auf sich selbst gestellt. 
Trotz Windstille breitete sich das Feuer sehr schnell in den aneinandergebauten Holzhäusern aus. Es fand reichlich Nahrung in den eingelagerten Heu- und Getreidevorräten. Die Löscharbeiten wurden durch die Knappheit des Löschwassers erschwert. Es musste aus den Dorfbrunnen, dem aufgestauten Dorfbach sowie aus Jauchegruben genommen werden. Die Feuerwehr beschränkte sich bald auf das Retten von Tieren und von Hab und Gut. Dank zusätzlichem Löschwasser, das in Wagen von Schaffhausen herbeigeschafft wurde, konnte das Feuer nach dreieinhalb Stunden soweit unter Kontrolle gebracht werden, dass es nicht auf weitere Gebäude übergreifen konnte. 

## Folgen
Zehn Familien, teilweise mit bis zu sechs Kindern, verloren durch das Feuer praktisch ihren ganzen Besitz. Die 51 Obdachlosen verbrachten die erste Nacht in der Dorfkirche. Später wurde das alte Schulhaus als Notunterkunft hergerichtet. Die Brandkatastrophe löste eine grosse Hilfswelle weit über die Kantonsgrenzen aus. 
Die kantonale Gebäudeversicherungsanstalt ermittelte den materiellen Schaden auf CHF 37‘530.–. Die Häuser waren mit CHF 35‘600.– versichert. Trotz der vorhandenen Versicherung wurde befürchtet, dass einige Familien aus Not das Dorf verlassen würden. Soweit kam es jedoch nicht. Die Dorfgemeinschaft rückte noch näher zusammen und baute die abgebrannte Häuserzeile wieder auf. Ausserdem wurde eine Hochdruckwasserleitung mit Hydranten erstellt.